# Sofiaskolan
Ej att förväxla med Sofia skola i Stockholm
Sofiaskolan, tidigare Västra folkskolan, var en grundskola vid Klostergatan 22 mitt emot Lasarettsparken på Väster i Jönköping.
Efter det att områdena väster och söder om det tidigare Jönköpings slott hade börjat bebyggas på 1800-talet, uppförde 1863 staden en folkskola där. Den var vid sidan av Skjutsinrättningen i Jönköping från 1837 och Länscellfängelset i Jönköping från 1859 en av de första nya offentliga byggnaderna i Förstaden. Västra folkskolan togs också i anspråk av Tekniska yrkesskolan i Jönköping, efter det att denna startat.
En ny skolbyggnad i två våningar invigdes för Västra folkskolan vid Klostergatan i februari 1881 och ersatte då den äldre folkskolan på Kyrkogatan. Tekniska yrkesskolan övertog då hela den tidigare folkskolebyggnaden. 
Utöver lektionssalar fanns i den nya Västra folkskolan bland annat en badanläggning i källarplanet. Senare hade skolan även egen tandläkare, som skolbarnen både från Västra och Södra folkskolan fick gå till en gång om året.
År 1917 byggdes Västra folkskolan på med en tredje våning med tolv nya skolsalar.
Skolan är numera nedlagd och byggnaden omdöpt till Sofiahuset sedan omkring 2008. Den används av Jönköpings kommuns socialförvaltning.